# 岩瀧智
岩瀧 智（いわたき さとし、1963年 - 2023年12月30日）は、日本のアニメーター、原画家、作画監督。

## 略歴
新潟県出身。
1980年代に北爪宏幸が設立した有限会社「スタジオぱっく」に参加し、岩滝智の名義でガンダムシリーズやOVA作品のメカ作画を担当する。その後、アニメーターを務める傍らゲーム業界の仕事もこなすようになった。
2023年12月30日に死去。60歳没。訃報は夫人により自身の公式X（旧Twitter）にて報告された。

## 参加作品

### テレビアニメ
1985年
- 機動戦士Ζガンダム（原画）

1986年
- 機動戦士ガンダムΖΖ（原画）

2004年
- SDガンダムフォース（2Dアーティスト）
- ZOIDS FUZORS（メカニックデザイン・原画）
- 攻殻機動隊 S.A.C. 2nd GIG（原画）

2005年
- ぱにぽにだっしゅ!（作画監督・原画）
- 交響詩篇エウレカセブン（原画）
- 創聖のアクエリオン（原画）
- 機獣創世記 ゾイドジェネシス（メカ・プロップデザイン）
- BLOOD+（原画）
- ゾイドジェネシス（メカ・プロップデザイン）
- タイドライン・ブルー（原画）

2006年
- こちら葛飾区亀有公園前派出所SP 走れ!両津式チンチン電車（原画）
- 牙 -KIBA-（2006年 - 2007年、作画監督）
- ゴーストハント（キャラクターデザイン・総作画監督）

2007年
- スカイガールズ（メカ/ワーム作画監督・原画）
- REIDEEN（原画）
- 精霊の守り人（原画）
- 天元突破グレンラガン（原画）

2008年
- 図書館戦争（原画）
- シゴフミ（作画監督・原画）
- コードギアス反逆のルルーシュ R2（原画）
- とある魔術の禁書目録（2008年 - 2009年、プロップデザイン・絵コンテ・総作画監督・エフェクト作画監督・原画）
- とらドラ!（原画）

2009年
- 大正野球娘。（原画）
- とある科学の超電磁砲（原画）
- 鋼の錬金術師 FULLMETAL ALCHEMIST（2009年 - 2010年、原画）

2010年
- のだめカンタービレ フィナーレ（原画）
- 伝説の勇者の伝説（原画）
- STAR DRIVER 輝きのタクト（原画）

2011年
- イナズマイレブンGO（絵コンテ）
- あの日見た花の名前を僕達はまだ知らない。（原画）

2012年
- あの夏で待ってる（原画）
- キルミーベイベー（絵コンテ）
- 新世界より（原画）

2013年
- 翠星のガルガンティア（メカ・エフェクト作画監督・原画）
- フォトカノ（絵コンテ）
- とある科学の超電磁砲S（絵コンテ）

2014年
- 魔法科高校の劣等生（アクション作画監督・ED絵コンテ・演出・作画）
- 神撃のバハムート GENESIS（絵コンテ・作画監督）

2015年
- 牙狼〈GARO〉-炎の刻印-（作画監督）
- 終わりのセラフ（絵コンテ）
- 学戦都市アスタリスク（アクション絵コンテ）

2017年
- 神撃のバハムート VIRGIN SOUL（絵コンテ・作画監督）
- 進撃の巨人 Season2（絵コンテ）
- いぬやしき（作画監督）

2019年
- どろろ（キャラクターデザイン・総作画監督・原画）

2021年
- 進撃の巨人 The Final Season Part 1（作画監督）

2022年
- Do It Yourself!! -どぅー・いっと・ゆあせるふ-（絵コンテ）
- 進撃の巨人 The Final Season Part 2（絵コンテ、アクション作画監督、作画監督）

2023年
- 地獄楽（アクション作監）
- 進撃の巨人 The Final Season 完結編（後編）（原画）

2024年
- MFゴースト（作画監督）

### OVA
- メガゾーン23 PART II 秘密く・だ・さ・い（1986年、原画）
- エルフ・17（1987年、原画）
- 戦え!!イクサー1（1987年、原画）
- スペース・ファンタジア 2001夜物語（1987年、原画）
- ブラックマジック M-66（1987年、原画）
- 破邪大星ダンガイオー（1987年 - 1989年、原画）
- 魔龍戦紀（1987年 - 1989年、作画監督補・原画）
- レリックアーマーLEGACIAM（1987年、原画）
- 機動警察パトレイバー（1988年、原画）
- ライディング・ビーン（1989年、原画）
- 機動戦士ガンダム0080 ポケットの中の戦争（1989年、メカ作画監督）
- エンゼルコップ（1989年、原画）
- 冥王計画ゼオライマー（1990年、メカニック作画監督）
- SOL BIANCA（1990年、作画監督協力・原画）
- 緑野原迷宮（1990年、原画）
- トップをねらえ2!（2006年、原画）
- バットマン ゴッサムナイト（2008年、原画）

### 劇場アニメ
- ラーゼフォン 多元変奏曲（2003年、原画）
- スチームボーイ（2004年、設定開発）
- ベルセルク 黄金時代篇I 覇王の卵（2012年、アニメーションディレクター）
- 劇場版 魔法科高校の劣等生 星を呼ぶ少女（2017年、絵コンテ）

### ゲーム
- 美少女戦士セーラームーン（1993年、キャラクターデザイン）
- クイズ美少女戦士セーラームーン（1997年、グラフィックチーフ）
- フェイト/タイガーころしあむアッパー（2008年、原画）